# Arak
L'arak, anche araq o latte di leone, (in arabo عرق‎?) è una bevanda alcolica tradizionale prodotta e apprezzata in Medio Oriente, molto diffuso in Libano, in Siria, in Iraq, in Giordania, in Palestina e in Israele.
Incolore, dallo spiccato gusto di anice, ha una gradazione alcolica compresa tra il 30% e il 60%. Viene solitamente servito allungato con acqua e ghiaccio in piccoli bicchieri.

## Etimologia
La parola arak deriva dall'arabo ʿaraq ﻋﺮﻕ, che originariamente significava "traspirazione" e ora ha assunto il significato di "distillato". L'arak non deve essere confuso con il quasi omonimo arrak, acquavite prodotta dalla fermentazione di vari elementi come melassa, cereali e del vino di palma da dattero e diffuso principalmente in Estremo Oriente (Malaysia, India e Sri Lanka) e in Medio Oriente. L'arak è invece prodotto distillando succo d'uva e aggiungendo grani d'anice. Non va inoltre confuso con l'aragh, che in Armenia, Iran, Azerbaigian e Georgia è il nome colloquiale della vodka.

## Preparazione

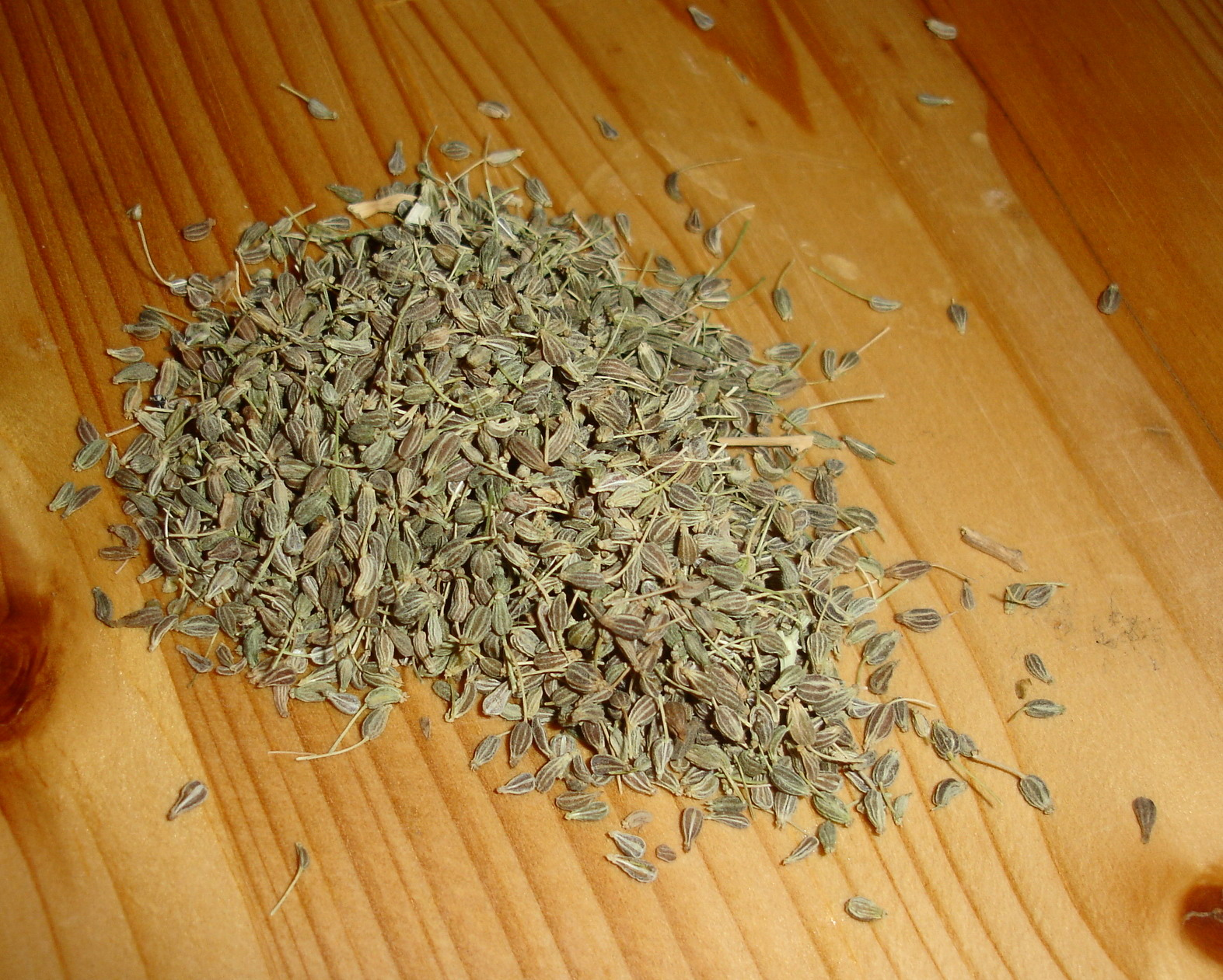
Semi di anice

In Libano ci sono 25 produttori di arak di qualità diverse. La lavorazione comincia già all'interno dei vigneti dove i grappoli d'uva vengono lasciati sugli alberi fino al tardo settembre o all'inizio di ottobre. Una volta raccolti i grappoli vengono schiacciati in barili dove vengono lasciati fermentare assieme al succo (in arabo "el romeli") per tre settimane. Di tanto in tanto i barili vengono mescolati per far rilasciare al composto l'anidride carbonica prodotta.
Il composto viene quindi travasato in alambicchi di acciaio o di rame per la prima distillazione. I tradizionali alambicchi di rame sono finemente decorati con motivi geometrici e sono molto ricercati.
Durante la seconda distillazione all'alcol prodotto durante la prima lavorazione vengono aggiunti dei semi di anice che conferiscono al prodotto il caratteristico sapore. La proporzione tra l'alcol e i semi di anice è variabile ed è uno dei maggiori fattori determinanti il gusto e la qualità del prodotto finito.
Per un arak di qualità il prodotto finito è fatto invecchiare in giare d'argilla. Il risultato è una bevanda all'anice simile all'ouzo, al rakı, alla mistrà e al pastis.

## L'arak di altre regioni
In molte altre regioni dell'Asia vengono parimenti denominati arak altri distillati: in particolare in Indonesia un distillato di riso e in Iraq un distillato di datteri. In questi casi arak assume il significato generico di acquavite.

## Curiosità
L'arak viene talvolta utilizzato per la preparazione di cocktail in sostituzione del rum, in particolare nei Paesi scandinavi.

## Principali produttori

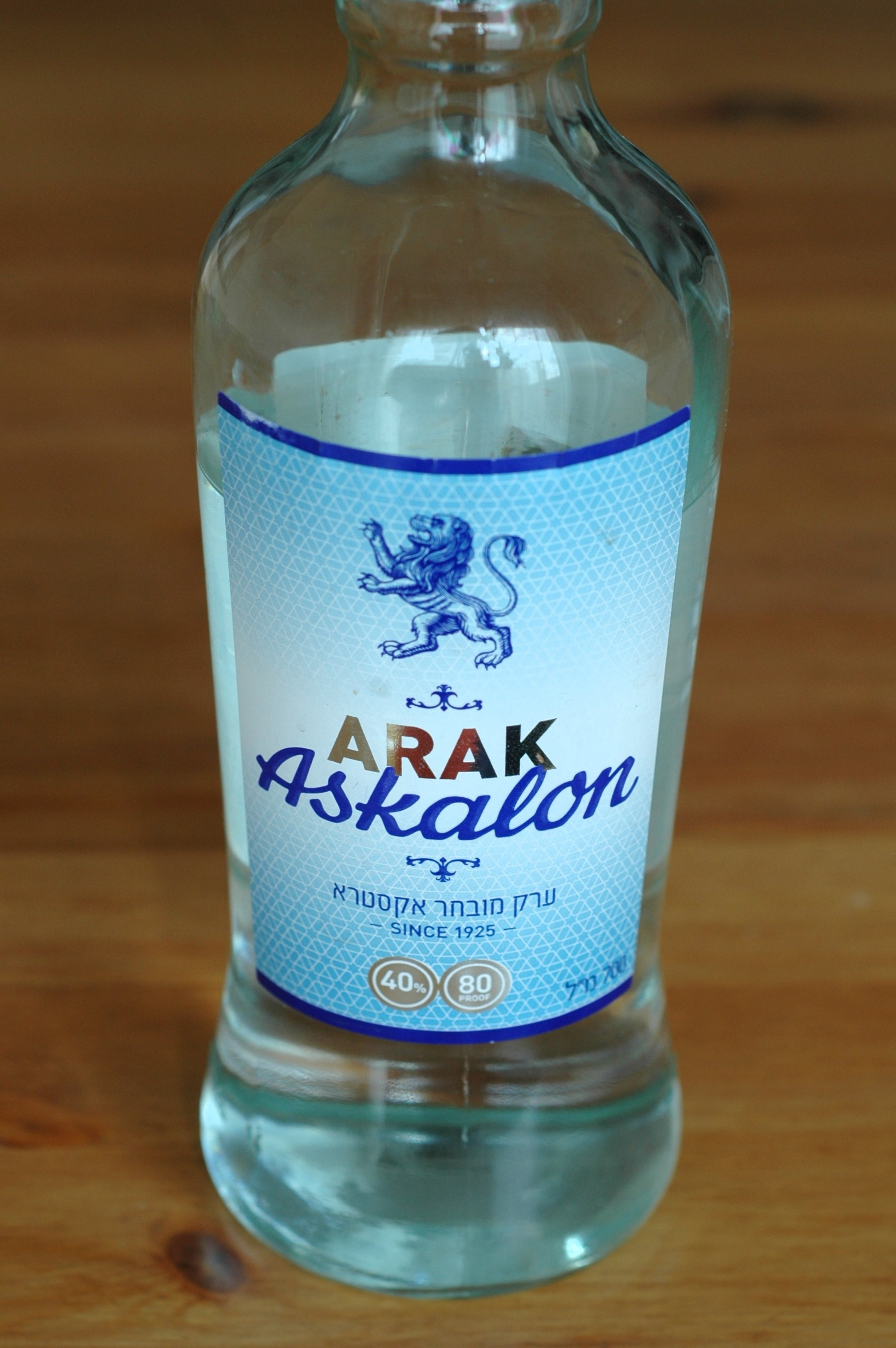
"Arak Askalon" da Israele.

I principali produttori di arak, divisi per nazione, sono:

### Iraq
- Asriyah (العصرية)
- Julenar (جلنار)
- Tayyara (طيارة)

### Israele
- Aluf Ha'arak (אלוף הערק)
- Arak Ashkelon (ארק אשקלון)
- Arak El Namroud (ערק אל-נמרוד)
- Arak El Pasha (ערק אל פאשה)
- Arak El Sultan (ערק אל סולטן)
- Arak Gat (ערק גת)
- Arak Ha'Namal 40 (ערק הנמל 40)
- Arak Kawar (ערק קעוואר) (عرق قعوار)
- Arak Mabruoka (ערק מברוקה)
- Arak Masada (ערק מצדה)
- Elite Ha'arak (עלית הארק)
- Nahala (נהלה)

### Giordania
- Haddad (حداد)
- Bakfia (بكفيا)
- Oriental Star Distilleries (عرق نجمة الشرق)
- Zumout (زعمط)

### Libano
- Al Batta (ﺍﻟﺒﻄﺔ)
- Al Jouzour (الجذور)
- Al Karram (الكرام)
- Al-Laytany (ﺍﻟﻠﻴﻄﺎﻧﻲ)
- Al-Shallal (الشلال)
- Al-Zahlawi (زحلاوي)
- Arak el Rif (ﻋﺮﻕ ﺍﻟﺮﻳﻒ)
- As Samir (السمير)
- Batroun Mountains (جبال البترون)
- Brun (ﺑﺮﺍﻥ)
- Arak Daccache (عرق الدكاش)
- El Massaya (ﻣﺴﺎﻳﺎ)
- Fakra (ﻓﻘﺮﺍ)
- Gerge Bou Raad (جرجي بو رعد)
- Ghantous and Abi Raad (ﻏﻨﻄﻮﺱ ﻭ ﺃﺑﻲ ﺭﻋﺪ)
- Kefraya (كفرَيا)
- Ksara (ﻛﺴﺎﺭﺍ)
- Layali Loubnan (ﻟﻴﺎﻟﻲ ﻟﺒﻨﺎﻥ)
- Musar (ﻣزﺍﺭ)
- Nakd (ﻧﻜﺪ)
- Riachi (ﺭﻳﺎﺷﻲ)
- Shadra (شدرا)
- Tazka (ﺗﺰﻛﺎ)
- Touma (ﺗﻮﻣﺎ)
- Wardy (ورده)

### Palestina
- The Good Samaritan Arak (عرق السامري الصالح)
- Oriental Star Distilleries (عرق نجمة الشرق)
- Ramallah Golden Arak (عرق رام الله الذهبي)
- Sabat Arak (عرق صابات)

### Siria
- Al Batta (ﺍﻟﺒﻄﺔ)
- Al Dinan (الدنان)
- Al Hayat (ﺍﻟحياة)
- Al Jarra (الجرة)
- Al Mimas (ﺍﻟﻤﻴﻤﺎﺱ)
- Al Rayan (ﺍﻟﺮﻳﺎﻥ)
- Al Reef (الريف)
- Kefraya (كفريا)
- Krom Al Shrfeh (كروم الشرفرفة)

## Liquori simili

### Italia
- Anisetta
- Mistrà (Lazio, Marche)
- Sambuca
- Tutone (Sicilia)

### Altri paesi
- Chinchón, in Spagna
- Ouzo, in Grecia
- Pastis, in Francia
- Rakı, in Turchia